# Gilmarita
La gilmarita és un mineral de la classe dels fosfats. Rep el nom en honor de Gilbert Mari (1944-), mineralogista de la Universitat de Niça Sophia Antipolis, a França.

## Característiques
La gilmarita és un arsenat de fórmula química Cu₃(AsO₄)(OH)₃. Cristal·litza en el sistema triclínic. La seva duresa a l'escala de Mohs és 3.
Segons la classificació de Nickel-Strunz, la gilmarita pertany a «08.BE: Fosfats, etc. amb anions addicionals, sense H₂O, només amb cations de mida mitjana, (OH, etc.):RO₄ > 2:1» juntament amb els següents minerals: augelita, grattarolaïta, cornetita, clinoclasa, arhbarita, allactita, flinkita, raadeïta, argandita, clorofenicita, magnesioclorofenicita, gerdtremmelita, dixenita, hematolita, kraisslita, mcgovernita, arakiïta, turtmannita, carlfrancisita, synadelfita, holdenita, kolicita, sabel·liïta, jarosewichita, theisita, coparsita i waterhouseïta.

## Formació i jaciments
Va ser descoberta a les mines de Roua, a Daluèis, Guillaumes, dins la regió de Provença – Alps – Costa Blava (França). Posteriorment també ha estat descrita a Alemanya, la República Txeca, Hongria, Xile i els Estats Units.